# Scandinavian Five
Scandinavian Five var en musikgrupp från Göteborg som startades 1965 av den välkände gitarristen Sven Olson och organisten Sune Waldehorn. Övriga medlemmar i gruppen var Olav Wernersen som spelade bas, Ola Malmberg från Malmö var trummis samt sångarna
Agnetha Munther och Geron Johansson. 
Gruppens avancerade sångarrangemang blev uppmärksammade och de fick medverka både radio och TV. De gav ut två LP-skivor och låg på Svensktoppen med låten Blå hav 1967.
Scandinavian Five medverkade i Hagge Geigerts revy på Lisebergsteatern i Göteborg 1968, turnerade i folkparkerna och showade på Hamburger Börs i Stockholm.
Waldehorn ersattes 1966 av Håkan Berghe. Sista året hoppade Geron Johansson av och ersattes då av René Gronendal. Gruppen upplöstes 1970.